# Scar 3D
Pour les articles homonymes, voir Scar.
Pour plus de détails, voir Fiche technique et Distribution.
Scar 3D est un thriller horrifique américain, réalisé par Jed Weintrob, écrit par Zack Ford, et sorti en 2009.

## Résumé
De son adolescence, Joan Burrows garde des traces profondes, traumatiques. La plus visible : une cicatrice sur le visage. La moins visible : le souvenir refoulé des tortures que lui infligea Bishop, un tueur en série aussi coupable d’avoir, sous ses yeux, achevé sa meilleure amie. Ce même Bishop qu’elle a pourtant tué et qui, désormais, semble revivre pour poursuivre au-delà de la mort son abominable croisade. Bishop vivant ? C’est ce que croit Joan car, de retour dans la ville de son enfance pour la fin de la saison scolaire de sa nièce, elle voit dans une vague de meurtres sauvages la main du tueur en série. Même sadisme, même mode opératoire, victimes du même profil... Troublant. D’autant plus que le tueur en série supposé mort enlève sa nièce, Olympia, et sa meilleure amie. Inlassablement, les horreurs du passé semblent vouloir se reproduire, encore et encore. Elle-même soupçonnée des assassinats, au seuil de la folie, Joan Burrows doit, seule, surmonter sa peur pour définitivement vaincre des fantômes dangereusement réels...

## Fiche Technique
- Titre : Scar 3D
- Titre original : Scar
- Réalisation : Jed Weintrob
- Scénario : Zack Ford
- Production : Norman Twain, Courtney Potts & Jamie Gordon
- Musique : Roger Neill
- Photographie : Toshiaki Ozawa
- Montage : Chris Figler
- Décors : Dwayne Smolnicky
- Direction artistique : Trevor Smith
- Langue : Anglais
- Pays d'origine :  États-Unis
- Genre : thriller, horreur
- Durée : 78 minutes
- Dates de sortie : 11 mars 2009

## Distribution
- Angela Bettis : Joan Burrows
  - Brittney Wilson : Joan Burrows, jeune
- Christopher Titus : Jeff Burrows, le frère de Joan
- Kirby Bliss Blanton : Olympia
- Devon Graye : Paul Watts
- Ben Cotton : Bishop
- Al Sapienza : Shériff Delgado
- Monika Mar-Lee : Sandra
- Bill Baksa : Melvin
- Tegan Moss : Susie
- Carey Feehan : Brian
- Kristin Kowalski : April